# Paul Painlevé
Paul Painlevé (ur. 5 grudnia 1863, zm. 29 października 1933) – francuski matematyk, polityk, dwukrotny premier Francji (12 września 1917 -16 listopada 1917) oraz (17 kwietnia 1925 – 28 listopada 1925).
Na jego cześć w Paryżu w Dzielnicy Łacińskiej nazwano skwer, na którym umieszczono tabliczkę o polityku. Znajduje się w pobliżu skrzyżowania ulic Rue des Ecoles z Boulevard St. Michel.